# فيليب هوب
فيليب هوب (10 فبراير 1889 في المملكة المتحدة - 19 مايو 1962 بكليفتون في المملكة المتحدة) (بالإنجليزية: Philip Hope)‏ هو لاعب كريكت بريطاني (وحمل سابقاً جنسية المملكة المتحدة لبريطانيا العظمى وأيرلندا). لعب مع نادي مقاطعة سومرست للكريكت ‏.